# Leptognathiopsis attenuata
Leptognathiopsis attenuata is een naaldkreeftjessoort . De wetenschappelijke naam van de soort is voor het eerst geldig gepubliceerd in 1986 door Holdich & Bird.